# Marcialonga
Marcialonga je závod v běhu na lyžích, který se koná poslední neděli v lednu v italském Trentinu. Poprvé se konal v roce 1971. Je součástí série závodů Worldloppet.
Trasa závodu vede z Moeny, odkud běžci stoupají údolím Fassa do Canazei, kde se otáčejí, a přes Moenu pokračují do Cavalese v údolí Fiemme. V závěru čeká závodníky téměř tříkilometrové stoupání.
Marcialonga se běží klasickým stylem a měří 70 km. Běhá se také kratší závod, Marcialonga light, který měří 45 km a vede z Moeny do Predazza.
V letech 2007, 2015 a 2017 byla trať kvůli problémům se sněhem zkrácena na 57 km. V letech 1975, 1989 a 1990 byla pro nedostatek sněhu zrušena. 

## Historie

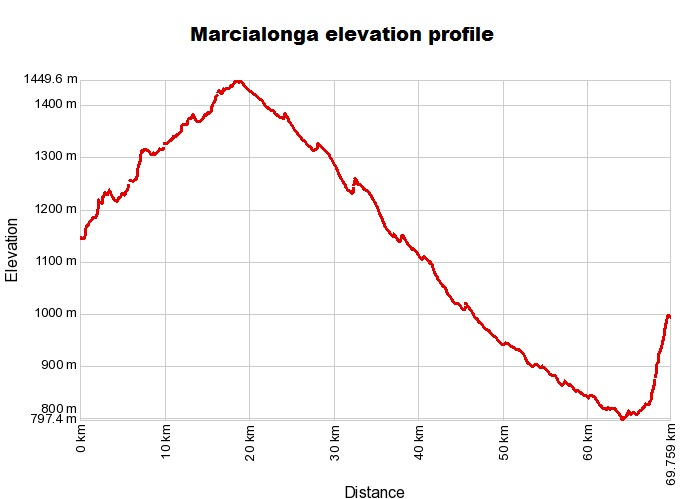
Výškový profil trati s náročným stoupáním v závěru

V létě roku 1970 se čtyři italští přátelé (Mario Cristofolini, Giulio Giovannini, Roberto Moggio a Nele Zorzi) rozhodli uspořádat ve Val di Fiemme lyžařský maraton, který by nějakým způsobem navázal na legendární švédský závod Vasův běh. Tohoto historického 90kilometrového závodu v běžeckém lyžování se zúčastnili předchozí zimu.
Dne 7. února 1971 se konal první ročník Marcialongy. Čtveřice organizátorů očekávala asi 100 účastníků. Na 70kilometrovou trať však vyrazilo 1157 lyžařů. První závod vyhrál Ulrico Kostner před favorizovaným Francem Nonesem, zlatým medailistou ze zimních olympijských her 1968 v Grenoblu.
Prvních šest ročníků Marcialongy bylo vyhrazeno pouze mužům. I přesto se už od roku 1972 ženy pokoušely o účast v závodě – maskovaly se falešnými kníry nebo se hlásily pod smyšlenými mužskými jmény. V roce 1977 bylo v cíli, kde visel transparent s nápisem „Marcialonga zakázaná ženám: proč?“, diskvalifikováno 14 žen. Od roku 1978 byl tedy závod oficiálně zpřístupněn i ženám. První vítězkou se stala Francouzka Dominique Robert.
Kvůli nedostatku sněhu se akce nekonala v letech 1975, 1989 a 1990. V dalších ročnících musela být zkrácena. 

## Doprovodné akce

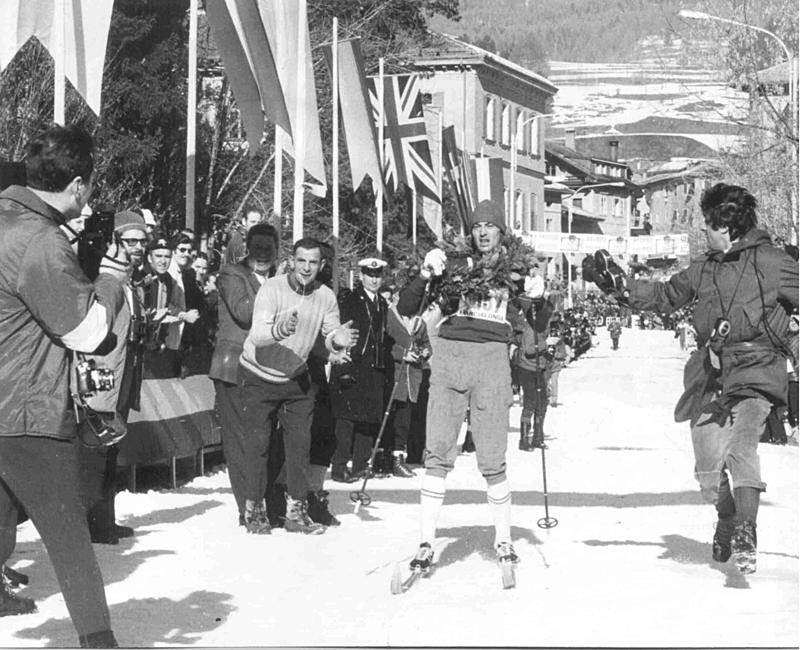
Ulrico Kostner, vítěz prvního závodu v roce 1971

- Marcialonga baby, pro lyžaře do 6 let, cca 100 metrů v centru Predazza;
- Mini Marcialonga, pro děti ve věku 6 až 12 let, 3 km klasickou technikou na běžeckém stadionu Lago di Tesero.
- Marcialonga young, pro mladé sportovce na trasách 4-9-14 km na stadionu Lago di Tesero;
- Marcialonga story, založena v roce 2013 na oslavu 40. ročníku závodu. Lyžaři se mohou zúčastnit pouze s historickým vybavením pocházejícím z doby před rokem 1976 (tj. dřevěné běžky, kožené boty s hranatou špičkou a bambusové hůlky). Jde o běh klasickou technikou na 11 km.

- Marcialonga Cycling, cyklistický závod na 135 km, který začíná a končí v Predazzu, koná se v červnu;
- Marcialonga Running, závod na 26 km z Moeny do Cavalese, koná se v září.

## Vítězové
Se čtyřmi vítězstvími byli nejúspěšnějšími muži závodu Maurilio De Zolt a Jørgen Aukland. Nejúspěšnější ženou byla italská cyklistka a běžkyně na lyžích Maria Canins, která zvítězila v letech 1979–1988 desetkrát za sebou.
Z Čechů zvítězil v roce 2005 Stanislav Řezáč, a to v čase 3:37. V ženách dvakrát triumfovala Kateřina Smutná. V roce 2015 reprezentovala Rakousko, o dva roky později Česko.